# Thelairaporia pollinosa
Thelairaporia pollinosa là một loài ruồi trong họ Tachinidae.